# 非洲長頜魚
非洲長頜魚，為輻鰭魚綱骨舌魚目象鼻魚科的其中一種，分布於非洲西部的淡水流域，體長可達100公分，屬肉食性，以昆蟲等為食，可作為食用魚。

## 外部連結
- 非洲長頜魚的圖片 （页面存档备份，存于）